# Salinas de Pisuerga
Salinas de Pisuerga település Spanyolországban, Palencia tartományban. Salinas de Pisuerga Aguilar de Campoo, Cervera de Pisuerga, Mudá, San Cebrián de Mudá és Barruelo de Santullán községekkel határos. Lakosainak száma 329 fő (2024).

## Népesség
A település népessége az elmúlt években az alábbi módon változott:
| Lakosok száma | 272  | 337  | 410  | 363  | 375  | 356  | 334  | 319  | 313  | 329  |
|               | 2001 | 2004 | 2007 | 2009 | 2012 | 2014 | 2017 | 2019 | 2022 | 2024 |